# Tunesiens flag
Tunisiens flag har gennemgået mange små ændringer siden det første gang blev taget i brug i 1831. Halvmånen og stjernen er traditionelle symboler for islam, og i tillæg symboliserer de Tunesiens historie som en del af det Osmanniske Rige.